# Biografielijst Wy

## Wya
- Avis Wyatt (1984), Amerikaans basketballer
- Jane Waddington Wyatt (1910-2006), Amerikaans actrice
- Kimberly Wyatt (1982), Amerikaans danseres
- Robert Wyatt, geboren als Robert Ellidge, (1945), Brits musicus
- Ronald Eldon (Ron) Wyatt (1933-1999), Amerikaans amateurarcheoloog
- Sally Wyatt (1959), Canadees-Brits econoom, wetenschaps- en techniekfilosoof
- Thomas Wyatt (1503-1542), Engels dichter en diplomaat
- Thomas Wyatt (1521-1554), Engels opstandeling

## Wyb
- Emile Claude Sweerts de Landas Wyborgh (1852-1928), Nederlands burgemeester en commissaris van de Koningin
- Jacques Henri Leonard Jean Sweerts de Landas Wyborgh (1847-1912), Nederlands viceadmiraal en baron

## Wyc
- William Wycherley (ca. 1640-1716), Engels toneelschrijver
- Anne Wyckmans (1950), Vlaams auteur
- John Wyclif (1330-1384), Brits kerkhervormer

## Wyd
- Ronald Lee (Ron) Wyden (1949), Amerikaans politicus
- Karolina Wydra (1981), Pools actrice en model

## Wye
- Trevor Wye, Engels fluitist en fluitdocent
- Emiel Van Cauwelaert de Wyels (1910-1982), Vlaams journalist en hoofdredacteur
- Frans Van Cauwelaert de Wyels (1939-1991), Belgisch hoogleraar en rector
- Karel Emiel Antoon Van Cauwelaert de Wyels (1905-1987), Belgisch politicus en journalist
- Andrew Newell Wyeth (1917-2009), Amerikaans schilder

## Wyk
- Abraham Erasmus (Braam) van Wyk (1952), Zuid-Afrikaans botanicus
- Ben-Erik van Wyk (1956), Zuid-Afrikaans botanicus
- Edward Augustine Wyke-Smith (1871-1935), Engels schrijver, ingenieur in de mijnindustrie en avonturier
- Nicolaas Petrus van Wyk Louw (1906-1970), Zuid-Afrikaans schrijver en dichter
- Frank Wykoff (1909-1980), Amerikaans atleet

## Wyl
- Zakk Wylde (1967), Amerikaans rockgitarist en zanger
- Noah Strausser Speer Wyle (1971), Amerikaans acteur
- Tomasz Wylenzek (1983), Duits kanovaarder
- Joel P. Wyler (1949), Amerikaans-Nederlandse zakenman
- Mason Wyler (1984), Amerikaans pornoacteur
- William Wyler, geboren als William Weiler, (1902-1981), Amerikaans filmregisseur
- Geoff Wylie, Brits darter
- Turrell Verl Wylie (1927-1984), Amerikaans tibetoloog
- Tim Wylton (1940), Brits televisieacteur
- Ilke Wyludda (1969), Duits atlete

## Wym

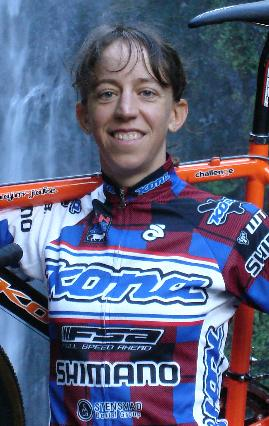
Helen Wyman

- Bill Wyman, pseudoniem van William George Perks, (1936), Brits rockmusicus
- Helen Wyman (1981), Brits veldrijdster en wielrenster
- Jane Wyman, geboren als Sarah Jane Mayfield, (1917-2007), Amerikaans filmactrice
- Jane Wymark (1952), Engels actrice
- Frans Germania Hilarius Wymeersch (1952), Belgisch politicus

## Wyn

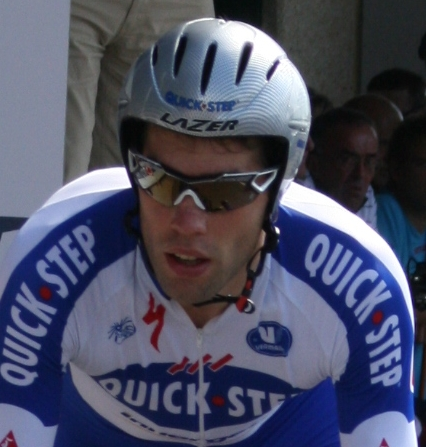
Maarten Wynants

- Gust Wyn (1904-1974), Belgisch vakbondsman en politicus
- Arnold Hyacinth van Wynants (1671-1732), Zuid-Nederlands geestelijke, bestuurder en mecenas
- Bernadette Wynants (1959), Belgisch politica
- Dirk Wynants (1964), Belgisch ondernemer, meubelontwerper en -maker
- Ernest Wynants (1878-1964), Vlaams beeldhouwer
- Herman Wynants (1946), Belgisch politicus en voetbalbestuurder
- Maarten Wynants (1982), Belgisch wielrenner
- Maurits Wynants (1944-2005), Vlaams historicus
- Pierre Wynants (1939), Belgisch chef-kok
- Sien Wynants (1990), Belgisch radio- en televisiepresentatrice
- François-Jacques Wynckelman (1762-1844), Belgisch edelman en kunstschilder
- Bruno Wyndaele (1965), Vlaams radio- en tv-presentator en quizmaster
- John Wyndham, pseudoniem van John Wyndham Parkes Lucas Beynon Harris, (1903-1969), Brits schrijver
- Valerie Elizabeth Wyndham, bekend als SoCal Val, (1986), Amerikaans worstelomroepster en valet
- David (Dave) Albert Wyndorf (1956), Amerikaans zanger, gitarist en songwriter
- André Wynen (1923-2007), Belgisch arts en verzetsstrijder
- George Wyner (1945), Amerikaans acteur
- Tammy Wynette, pseudoniem van Virginia Wynette Pugh, (1942-1998), Amerikaans zangeres
- David Wilkie Wynfield (1837-1887), Brits kunstschilder en fotograaf
- Christine (Chris) Van Den Wyngaert (1952), Belgisch gitariste, zangeres, juriste, hoogleraar internationaal strafrecht en rechter bij het Joegoslaviëtribunaal
- Paul De Wyngaert (1954), Vlaams radiodiskjockey en producer
- Tine Van den Wyngaert, Vlaams actrice
- Walter De Wyngaert (1970), Belgisch atleet
- Hermes van Wynghene (1500-1573), Zuid-Nederlands rechtsgeleerde en hoogleraar
- Syp Wynia (1953), Nederlands journalist en columnist
- Jan van Wynkyn, bekend als Wynkyn de Worde, (+ca. 1534), Brits drukker en uitgever
- Henricus Joannes Evert Willem Carel (Henri) Wynmalen (1889-1964), Nederlands luchtvaartpionier en paardenfokker
- Stephan (Steve) Alen Wynn (1942), Amerikaans casino- en resortontwikkelaar
- Arthur Wynne (1862-1945), Engels uitvinder van de kruiswoordpuzzel
- Edward (Ed) Wynne (1961), Brits gitarist en toetsenist
- Diana Wynne Jones (1934-2011), Brits schrijfster
- Jessica Wyns (1993), Vlaams actrice
- Lode Wyns (1946), Belgisch atleet en moleculair bioloog
- Luk Wyns (1959), Belgisch acteur, regisseur, schrijver en producer
- Raf Wyns (1964), Belgisch atleet
- François-Jean Wyns de Raucourt (1779-1857), Belgisch politicus en burgemeester
- Dana Wynter (1931-2011), Brits actrice van Duitse komaf
- Iona Wynter (1968), Jamaicaans triatlete
- Sarah Wynter (1973), Australisch actrice
- Bald Wyntin (1966), Belgisch componist, muziekpedagoog, organist en pianist
- Andrew of Wyntoun (ca. 1350-ca. 1423), Schots dichter en geschiedschrijver

## Wyp
- Filip Wypych (1991), Pools zwemmer
- Paweł Wypych (1968-2010), Pools minister van Buitenlandse Zaken

## Wys

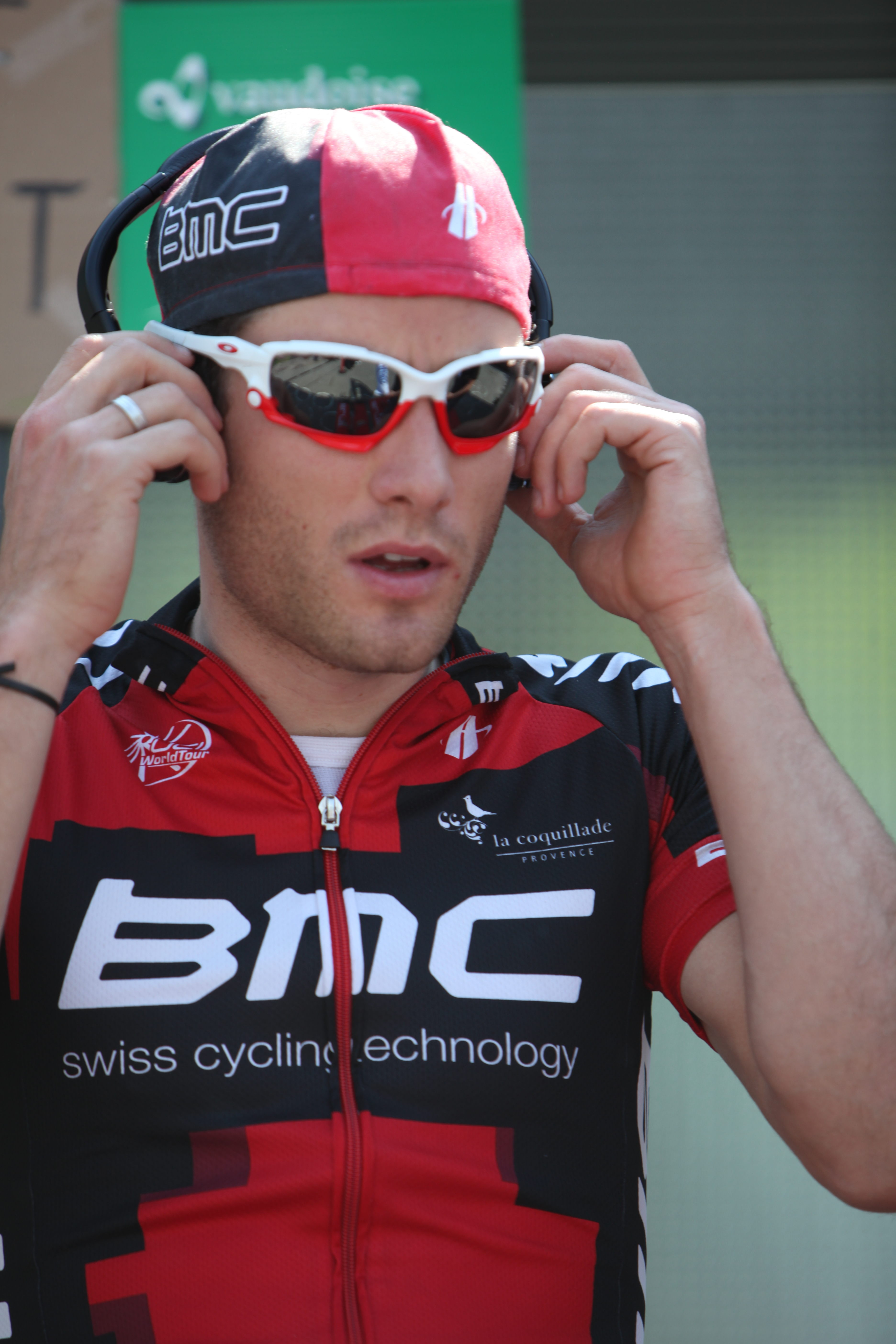
Danilo Wyss

- Marcel Wyseur (1886-1950), Belgisch dichter en schrijver
- Stanisław Wyspiański (1869-1907), Pools kunstschilder
- Danilo Wyss (1985), Zwitsers wielrenner
- Fernand Wyss (1920-1947), Belgisch oorlogsmisdadiger
- Johann David Wyss (1743-1818), Zwitsers gereformeerd prediker en schrijver
- Marcel Wyss (1986), Zwitsers wielrenner
- Rudolf Wyss (1932), Zwitsers componist, dirigent, muziekpedagoog, trompettist en muziekuitgever
- Stefan Wyszyński (1901-1981), Pools geestelijke

## Wyt
- Everhardus (Evert) Wytema (1878-1933), Nederlands militair en initiatiefnemer van een Haagse ijsbaan
- Johannes Wytema (1871-1928), Nederlands burgemeester
- Everhardus (Evert) Wytema (1878-1933), Nederlands militair en initiatiefnemer van een Haagse ijsbaan
- Gillis Wyts (ca. 1510-ca. 1580), Zuid-Nederlands pensionaris
- Juliette Wytsman, geboren als Juliette Trullemans, (1866-1925), Belgisch kunstschilderes
- Rodolphe Paul Marie Wytsman (1860-1927), Belgisch kunstschilder
- Daniël Albert Wyttenbach (1746-1820), Nederlands hoogleraar en bibliothecaris
- Pibe Wytthiezoon van Abbema, bekend als Pibo Ovittius van Abbema, (ca. 1542-1618), Nederlands predikant

## Wyv
- Paul-Albert Wyvekens (1788-1845), Zuid-Nederlands advocaat, ambtenaar en Congreslid